# غواصة من فئة أوهايو
غواصة من فئة أوهايو تشمل فئة أوهايو من الغواصات التي تعمل بالطاقة النووية، 14 غواصة صاروخ باليستية تابعة للبحرية الأمريكية (SSBNs) وأربع غواصات صاروخ مجهزة بصواريخ كروز (SSGNs). تُعتبر غواصات فئة أوهايو، التي يبلغ وزن كل منها 18,750 طنًا تحت الماء، أكبر غواصات تم بناؤها على الإطلاق للبحرية الأمريكية. إنها ثالث أكبر غواصات في العالم، بعد غواصات تصميم البحرية الروسية السوفيتية من فئة التايفون التي يبلغ وزنها 48,000 طن [arabic-abajed 1]  وفئة البوري التي يبلغ وزنها 24,000 طن. تحمل غواصات فئة أوهايو، بمعدل 20 صاروخ من طراز ترايدنت لكل قارب، نفس عدد الصواريخ، إن لم يكن أكثر، من غواصات فئة البوري (16، 20 على بوري 2) أو فئة التايفون التي تم إيقافها مؤخرًا (20).
مثل سابقتها من طراز بنجامين فرانكلين، تعد شبكات SSBN من فئة أوهايو جزءًا من ثالوث الردع النووي الأمريكي، جنبًا إلى جنب مع القاذفات الاستراتيجية التابعة للقوات الجوية الأمريكية والصواريخ الباليستية العابرة للقارات . وتحمل الـ 14 SSBN معًا حوالي نصف الرؤوس الحربية النووية الحرارية الاستراتيجية الأمريكية النشطة. على الرغم من أن صواريخ ترايدنت ليس لها أهداف محددة مسبقًا عندما تكون الغواصات في دورية ، إلا أنه من الممكن تحديد أهداف لها بسرعة، من القيادة الإستراتيجية للولايات المتحدة ومقرها في نبراسكا ، باستخدام وصلات اتصالات لاسلكية آمنة ومستقرة، بما في ذلك أنظمة التردد المنخفض للغاية.
االغواصة الرائدة في هذه الفئة هي يو إس إس أوهايو. تم تسمية جميع الغواصات من فئة أوهايو، باستثناء يو إس إس هنري إم جاكسون، بأسماء ولايات أمريكية، والتي كانت تقاليد البحرية الأمريكية مخصصة سابقًا للبوارج والطرادات. سيتم استبدال فصل أوهايو تدريجيًا بفصل كولومبيا بدءًا من عام 2031.

## وصف
تم تصميم غواصة أوهايو للقيام بدوريات ردع إستراتيجية طويلة المدى. تتألف كل غواصة من طاقمين، وهما الطاقم الأزرق والطاقم الذهبي، وعادةً ما يخوض كل منهما دوريات لمدة تتراوح بين 70 إلى 90 يومًا. تم تجهيز الغواصة بثلاث فتحات لوجستية كبيرة لضمان نقل الإمدادات وإجراء عمليات الصيانة بشكل سريع وفعال. يتمكن هذه الفتحات من نقل العتاد وتجهيزات الآلات بشكل سريع، مما يساهم في تسريع عمليات التجديد والصيانة للغواصة. بالإضافة إلى ذلك، تم تحسين قدرة الغواصة على الكمون بشكل كبير مقارنة بالغواصات السابقة. أثناء تجاربها في عام 1982، تمكنت غواصة أوهايو من البقاء غير مكتشفة تقريبًا، مما منح البحرية الأمريكية ميزة تنافسية متقدمة للغاية.

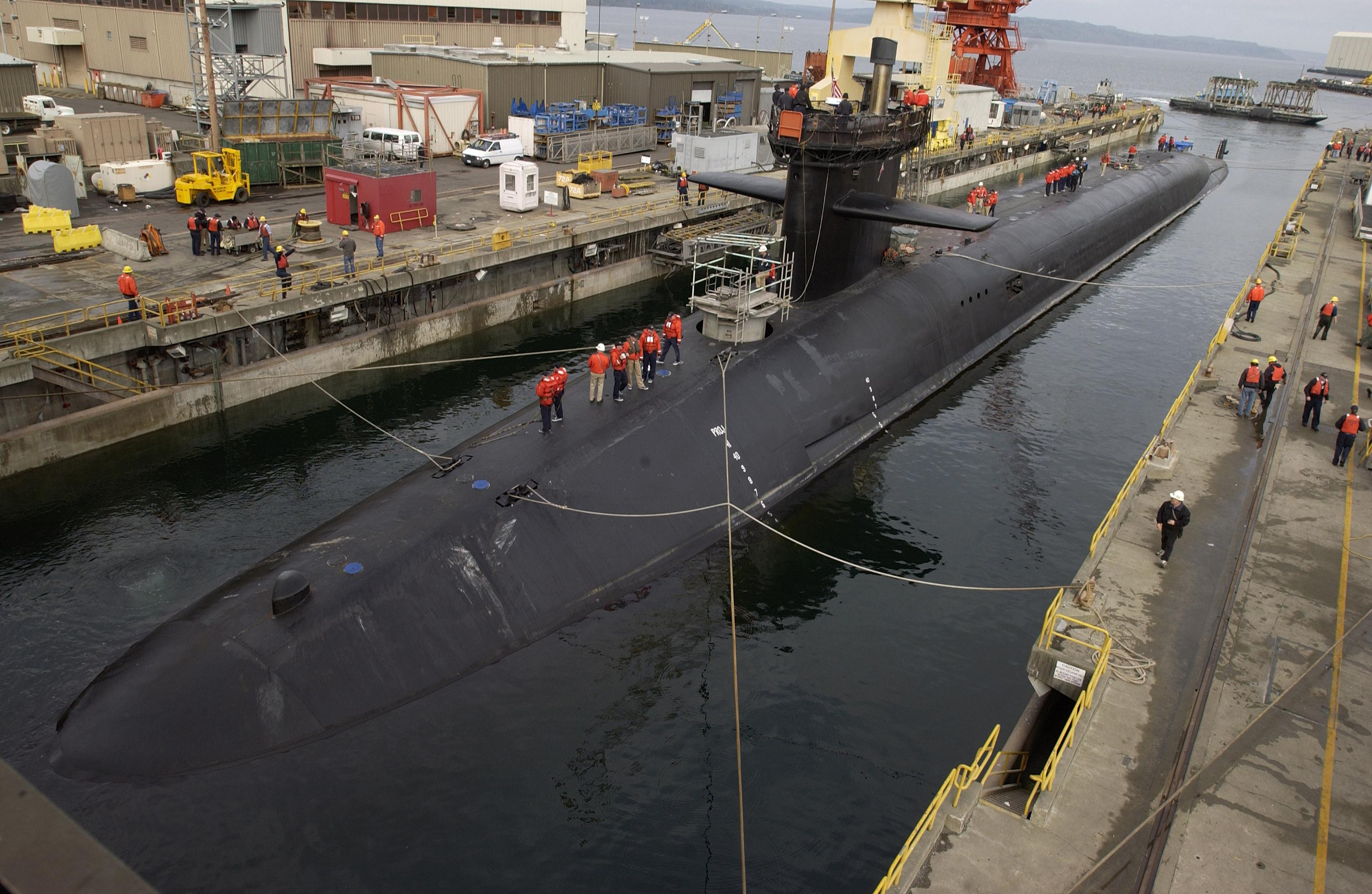
USS Michigan (SSBN-727) في الحوض الجاف في نوفمبر 2002، قبل تحويلها إلى SSGN

تم بناء الغواصات من فئة أوهايو من أقسام الهيكل، يبلغ قطر كل قسم مكون من أربعة طوابق 42 قدمًا (13 مترًا). تم إنتاج المقاطع في منشأة General Dynamics Electric Boat، في Quonset Point، رود آيلاند، ثم تم تجميعها في حوض بناء السفن التابع لها في جروتون، كونيتيكت.
تمتلك البحرية الأمريكية ما مجموعه 18 غواصة من طراز أوهايو وتتكون من 14 غواصة صاروخية باليستية (SSBNs) و 4 غواصات صاروخية كروز (SSGNs). تقدم غواصات SSBN الجزء البحري من الترسانة النووية الأمريكية. كل غواصة من طراز SSBN مسلحة بحد أقصى 20 صاروخ باليستي من طراز Trident II (SLBM). وتستطيع كل غواصة SSGN حمل 154 صاروخ توماهوك للهجوم المباشر، بالإضافة إلى مجموعة من صواريخ هاربون المطلقة عبر الأنابيب الخاصة بها.

## تاريخ
تم تطوير فئة أوهايو في سبعينيات القرن العشرين لتحمل الصاروخ الباليستي ترايدنت، الذي يتم إطلاقه من الغواصات وهو مصمم بنفس الوقت. في البداية، كانت الغواصات الثماني الأولى من فئة أوهايو مجهزة بـ 24 صاروخ ترايدنت I C4 SLBM. بدءًا من التاسعة، وهي الغواصة تينيسي، تم تجهيز الغواصات المتبقية بصاروخ ترايدنت II D5 الأكبر والذي يتكون من ثلاث مراحل. يحمل صاروخ ترايدنت 1 ثمانية أجسام قابلة للإستهداف بشكل مستقل، في حين يحمل صاروخ ترايدنت 2 12 جسمًا، مما يوفر قوة تدميرية أكبر بدقة أكبر من صاروخ ترايدنت 1. بدءًا من عام 2000، بدأت البحرية في تحويل الغواصات المسلحة بصواريخ C4 المتبقية لتحمل صواريخ D5. تم الانتهاء من هذه المهمة في منتصف عام 2008. تم توجيه الغواصات الأولى الثمانية إلى بانجور في واشنطن لتحل محل الغواصات القديمة التي تحمل صواريخ بولاريس A3 والتي تم إخراجها من الخدمة. بالأصل، كانت الغواصات العشر المتبقية في كينغز باي في جورجيا لتحل محل الغواصات بوسيدون وترايدنت باكفيت التابعة للأسطول الأطلسي.

### تحويلات SSBN/SSGN

ملف تعريف SSGN من فئة أوهايو

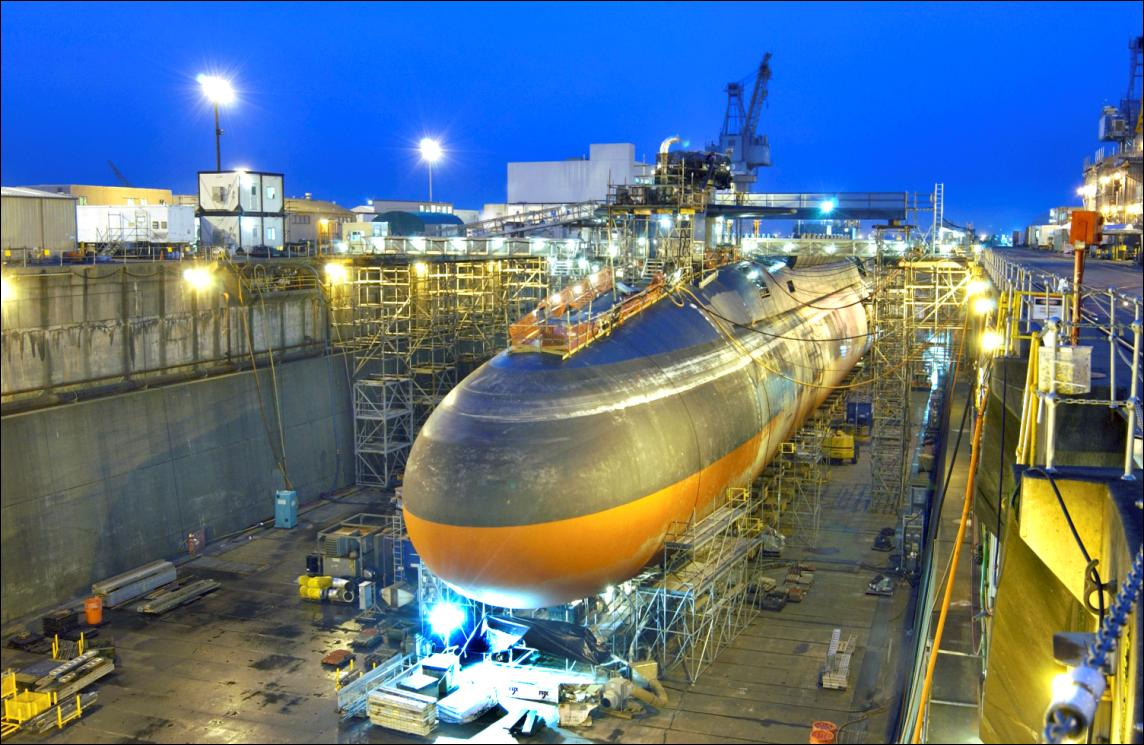
يتم تحويل يو إس إس أوهايو من SSBN إلى SSGN في مارس 2004

في عام 1994، قررت دراسة مراجعة الوضع النووي أنه من بين 18 غواصة من طراز أوهايو ستعمل البحرية الأمريكية إجمالاً، ستكون 14 منها كافية لتلبية الاحتياجات الاستراتيجية للولايات المتحدة. تم اتخاذ القرار بتحويل أربعة قوارب من فئة أوهايو إلى غواصات SSGN قادرة على للقيام بالهجوم البري التقليدي والعمليات الخاصة. نتيجة لذلك، دخلت أربعة قوارب أقدم من الفئة - أوهايو، ميشيغان، فلوريدا وجورجيا - عملية التحويل تدريجيًا في أواخر عام 2002 وتمت إعادتها إلى الخدمة الفعلية بحلول عام 2008. يمكن للقوارب بعد ذلك أن تحمل 154 صاروخ كروز توماهوك و66 من أفراد العمليات الخاصة، بالإضافة إلى قدرات وترقيات أخرى. بلغت تكلفة تجديد القوارب الأربعة حوالي مليار دولار أمريكي واحد (2008) لكل سفينة. أثناء تحويل هذه الغواصات الأربع إلى SSGNs، تم نقل خمسٍ من الغواصات المتبقية، بنسلفانيا وكنتاكي ونبراسكا وماين ولويزيانا، من كينجز باي إلى بانجور. حدثت أيضًا عمليات نقل أخرى مع تغير أهداف الأسلحة الاستراتيجية للولايات المتحدة.
وفي عام ٢٠١١، تم تنفيذ ٢٨ دورية ردع بواسطة الغواصات من طراز أوهايو. وتستمر كل دورية لمدة حوالي ٧٠ يوماً. توجد أربعة زوارق في المحطة ("إنذار شديد") في المناطق المحددة للدوريات في أي وقت. من يناير حتى يونيو ٢٠١٤، تم تنفيذ دورية في ولاية بنسلفانيا لمدة ١٤٠ يوماً، وهي الأطول حتى الآن.
تم تعديل 22 من أنابيب صواريخ ترايدنت التي يبلغ قطرها 24 بوصة (2.2 م) لتحتوي على أنظمة إطلاق رأسية كبيرة، وقد يكون أحد تكويناتها عبارة عن مجموعة من سبعة صواريخ توماهوك كروز. في هذا التكوين، يمكن أن يصل عدد صواريخ كروز المحمولة إلى 154 صاروخًا كحد أقصى، وهو ما يعادل ما يتم نشره عادةً في مجموعة قتالية سطحية. تشمل إمكانيات الحمولة الأخرى أجيال جديدة من صواريخ كروز الأسرع من الصوت والتي تفوق سرعتها سرعة الصوت، والصواريخ الباليستية متوسطة المدى التي تطلق من الغواصات، والمركبات الجوية بدون طيار، وADM-160 MALD، وأجهزة الاستشعار للحرب المضادة للغواصات أو مهام الاستخبارات والمراقبة والاستطلاع، وحمولات حرب الألغام المضادة مثل نظام استطلاع الألغام طويل المدى AN/BLQ-11، وقاذفة الطفو الشاملة ونظام الكبسولات الخفية ذات الأسعار المعقولة وعبوات الحمولة النافعة المتخصصة. [بحاجة لمصدر]

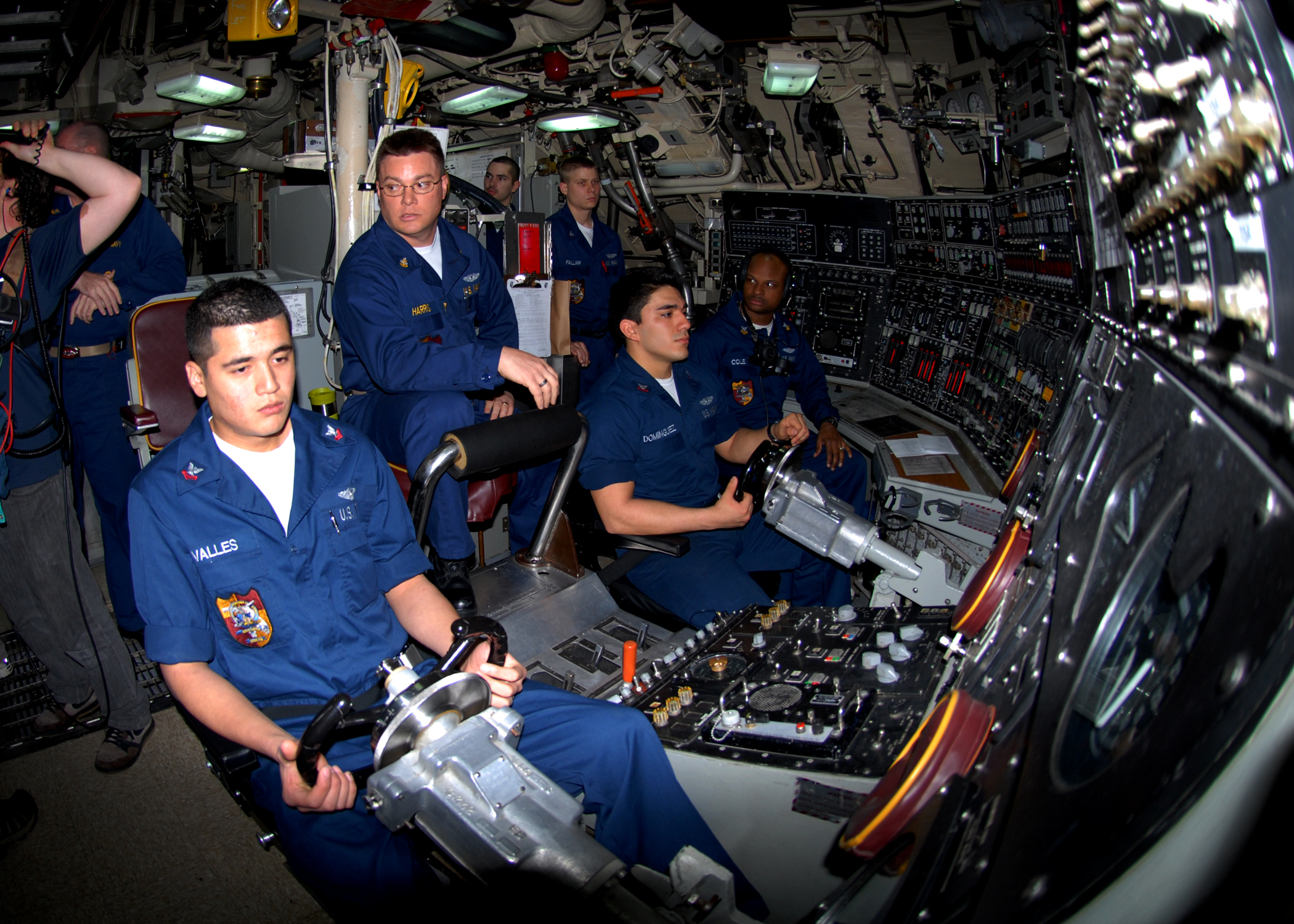
قيادة غواصة الصواريخ الموجهة من طراز أوهايو ، يو إس إس فلوريدا (SSGN-728)، في مارس 2010

يحتوي أنابيب الصواريخ أيضًا على مساحة لتخزين العبوات التي يمكنها زيادة وقت إرسال القوات الخاصة إلى الجبهة. يتم تحويل الأنابيب الأخرى إلى غرف قفل للغواصين. بالنسبة للعمليات الخاصة، يمكن تجهيز نظام التسليم المتقدم "سيل" والإيواء الجاف على غرفة القفل ويمكن للقارب استيعاب ما يصل إلى 66 بحّارًا أو مشاة بحرية من القوات الخاصة، مثل فرقة "نافي سيل" أو فريق "يو إس مارين كوربس MARSOC". تُسمح المعدات الاتصالات المحسَّنة التي تم تركيبها أثناء التطوير إلى شبكات SSGN بالعمل كمركز قيادة مشترك سري للجنود الصغار.
في 26 سبتمبر 2002 ، منحت البحرية الأمريكية شركة جنرال دايناميكس الكهربائية General Dynamics Electric Boat عقدًا بقيمة 442.9 مليون دولار أمريكي للبدء في المرحلة الأولى من برنامج تحويل الغواصات SSGN. تغطي هذه الأموال فقط المرحلة الأولى من التحويل لأولين القوارب في الجدول الزمني. تم تمويل المشتريات المسبقة بمبلغ 355 مليون دولار في السنة المالية 2002 و 825 مليون دولار في ميزانية السنة المالية 2003 و 936 مليون دولار في السنة المالية 2004 و 505 مليون دولار في السنة المالية 2005 و 170 مليون دولار في السنة المالية 2006. لذلك ، فإن تكلفة إعادة تجديد القوارب الأربعة تقل قليلًا عن 700 مليون دولار لكل سفينة. [بحاجة لمصدر]
في نوفمبر 2002، دخلت أوهايو الحوض الجاف، لتبدأ عملية إعادة التزود بالوقود وإصلاح تحويل الصواريخ لمدة 36 شهرًا. أعلنت شركة Electric Boat في 9 يناير 2006 أن عملية التحويل قد اكتملت. انضمت أوهايو المحولة مرة أخرى إلى الأسطول في فبراير 2006، تليها فلوريدا في أبريل 2006. وتم تسليم ميشيغان المحولة في نوفمبر 2006. وذهبت أوهايو المحولة إلى البحر لأول مرة في أكتوبر 2007. وعادت جورجيا إلى الأسطول في مارس 2008 في كينغز خليج. [فشل التحقق] من المتوقع أن تظل شبكات SSGN الأربعة هذه في الخدمة حتى عام 2023-2026 تقريبًا. عند هذه النقطة، سيتم استبدال قدراتها بغواصة من طراز فيرجينيا مجهزة بوحدة الحمولة.

## إستبدال
وتتوقع وزارة الدفاع الأمريكية استمرار الحاجة إلى قوة نووية استراتيجية في البحر. من المتوقع أن يتم تقاعد أول غواصة SSBN الحالية من فئة أوهايو بحلول عام 2029، لذلك يجب أن تكون الغواصة البديلة جاهزة للإبحار بحلول ذلك الوقت. قد يتكلف الاستبدال أكثر من 4 مليارات دولار لكل وحدة، وهذا مقابل 2 مليار دولار في ولاية أوهايو. وتستكشف البحرية الأمريكية اثنين من الخيارات المتاحة. الخيار الأول هو استبدال الغواصات الهجومية التي تعمل بالطاقة النووية من طراز فرجينيا. الخيار الثاني هو استبدال الغواصة النووية الاستراتيجية بنفس النوع، إما بواسطة هيكل جديد أو من خلال إجراء إصلاح شامل لفئة أوهايو الحالية.
في عام 2007، بدأت البحرية الأمريكية دراسة للسيطرة على التكاليف بالتعاون مع شركتي Electric Boat و Newport News Shipbuilding. ثم في ديسمبر 2008، قدمت البحرية الأمريكية عقدًا لشركة Electric Boat لتصميم حجرة الصواريخ لاستبدال طراز أوهايو بقيمة 592 مليون دولار. من المتوقع أن تحصل Newport News Shipbuilding على حوالي 4% من هذا المشروع. وفي أبريل 2009، أعلن وزير الدفاع الأمريكي روبرت جيتس أن البحرية الأمريكية تنوي البدء في تنفيذ هذا البرنامج في عام 2010. كان من المقرر أن تبدأ مرحلة التصميم للسفينة الجديدة بحلول عام 2014. إذا قرر استخدام تصميم بدن جديد، يجب أن تبدأ البرنامج بحلول عام 2016 لتلبية الموعد النهائي في عام 2029.
تم تعيين فئة كولومبيا رسميًا في 14 ديسمبر 2016، من قبل وزير البحرية راي مابوس ، وستكون الغواصة الرئيسية USS District of Columbia (SSBN-826). ترغب البحرية في شراء أول قارب من فئة كولومبيا في السنة المالية 2021، على الرغم من أنه من غير المتوقع أن يدخل الخدمة حتى عام 2031.
في عام 2020، تمت مناقشة فكرة تمديد عمر بعض قوارب فئة أوهايو علنًا لأول مرة من قِبَل مسؤولي البحرية في مؤتمر لجمعية الغواصات البحرية لعام 2020. وخلال مؤتمر عقد في عام 2022، ناقش الأدميرال سكوت بابانو، المدير التنفيذي لبرنامج الغواصات الاستراتيجية، والأدميرال دوجلاس جي بيري، مدير الحرب تحت سطح البحر في هيئة أركان العمليات البحرية، برنامج الغواصات الجديدة من فئة كولومبيا، وناقشا أيضًا إمكانية تجديد بعض قوارب فئة أوهايو التي تحتوي على ما يكفي من الوقود النووي المتبقي وتكون في حالة مادية جيدة بما فيه الكفاية لتمديد حياتها الفعلية.

## في الثقافة الشعبية
في بعض الأحيان يتم تصوير فئة أوهايو كغواصات مزودة بصواريخ باليستية في الكتب والأفلام الخيالية.
- كتب توم كلانسي غواصات من فئة أوهايو في عدة روايات، مثل USS Maine (SSBN-741) في The Sum of All Fears (1991).
- ظهرت سفينة يو إس إس مونتانا الخيالية في فيلم The Abyss عام 1989.
- يو إس إس ألاباما هو موقع تصوير فيلم الغواصة Crimson Tide عام 1995.
- غواصة الصواريخ الباليستية الخيالية، يو إس إس كولورادو (SSBN-753)، هي المكان الأساسي للمسلسل التلفزيوني ABC Last Resort.
- ظهرت سفينة USS Wyoming في الموسم الأول، الحلقة 13 من المسلسل التلفزيوني الأمريكي The Brave.

## أنظر أيضا
- قائمة فئات الغواصات التابعة للبحرية الأمريكية
- قائمة الغواصات التابعة للبحرية الأمريكية
- قائمة فئات الغواصات في الخدمة
- الغواصات في البحرية الأمريكية
- صاروخ باليستي يطلق من الغواصات

1. ↑  "941 TYPHOON - Russian and Soviet Nuclear Forces". web.archive.org. 11 أغسطس 2011. مؤرشف من الأصل في 2011-08-11. اطلع عليه بتاريخ 2023-11-09.{{استشهاد ويب}}:  صيانة الاستشهاد: BOT: original URL status unknown (link)
2. ↑  "935 Borei - Russian and Soviet Nuclear Forces". web.archive.org. 19 يناير 2012. مؤرشف من الأصل في 2012-01-19. اطلع عليه بتاريخ 2023-11-09.{{استشهاد ويب}}:  صيانة الاستشهاد: BOT: original URL status unknown (link)
3. ↑  Chinworth 2006، صفحة 2.
4. ↑  Croddy, Eric A.; Wirtz, James J. (2005). Weapons of Mass Destruction [2 Volumes]: An Encyclopedia of Worldwide Policy, Technology, and History (بالإنجليزية). Bloomsbury Academic. ISBN:978-1-85109-490-5. Archived from the original on 2023-01-21.
5. ↑  Robert Genat, Robin Genat، Robert G & Robin  G (1997). Modern U.S. Navy submarines. Motorbooks International, Osceola, WI, USA.{{استشهاد بكتاب}}:  صيانة الاستشهاد: التاريخ والسنة (link)
6. ↑  D. Douglas Dalgleish and Larry Schweikart, Trident.
7. ↑  "Ohio-Class Submarine - On Deck No. 3 by Goodall, Jim: VG Soft cover (2007) 1st Edition. | K. L. Givens Books". www.abebooks.com (بالإنجليزية). Archived from the original on 2023-11-09. Retrieved 2023-11-09.
8. ↑  "The US Navy -- Fact File: Guided Missile Submarines - SSGN". web.archive.org. 8 يناير 2012. مؤرشف من الأصل في 2017-02-27. اطلع عليه بتاريخ 2023-11-09.{{استشهاد ويب}}:  صيانة الاستشهاد: BOT: original URL status unknown (link)
9. ↑  O’Rourke، Ronald (2008). "Navy Trident Submarine Conversion (SSGN) Program: Background and Issues for Congress" (PDF). Congressional Research Service. Order Code RS21007 ع. May 22: 6. مؤرشف (PDF) من الأصل في 2023-11-10. اطلع عليه بتاريخ 2023-11-10.
10. ↑  Arendes, Navy Chief Petty Officer Ahron (31 Oct 2017). "USS Pennsylvania Sets Patrol Record". Military.com (بالإنجليزية). Archived from the original on 2023-10-07. Retrieved 2023-11-09.
11. ↑  "Submarine Launched Intermediate Range Ballistic Missile (SLIRBM) / Submarine Launched Global Strike Missile (SLGSM)". web.archive.org. 21 أبريل 2009. مؤرشف من الأصل في 2009-04-21. اطلع عليه بتاريخ 2023-11-09.{{استشهاد ويب}}:  صيانة الاستشهاد: BOT: original URL status unknown (link)